# William Anders
William "Bill" Alison Anders (Hong Kong, 17 d'octubre de 1933 - Jones Island (Washington), 7 de juny de 2024) fou un exoficial de Força Aèria dels Estats Units i astronauta de la NASA. Anders, juntament amb els seus companys de la missió Apollo 8, Frank Borman i Jim Lovell, van ser les primeres persones que van abandonar l'òrbita de la Terra i van viatjar a la Lluna (formant part d'una llista de tan sols 24 noms fins al dia d'avui).
El 1968 Anders va ser l'autor d'una de les fotografies més icòniques fetes des de l'espaiː la famosa Earthrise.

## Primers anys
Anders va néixer el 17 d'octubre de 1933, en el Hong Kong britànic, fill del tinent de navili de l'Armada dels Estats Units Lt. Arthur F. Anders (mort el 2000) i de Muriel Adams Anders (morta el 1990). La família es va mudar a Annapolis, Maryland, on el tinent Anders va ensenyar matemàtiques a l'Escola Naval. Posteriorment, els Anders van tornar a la Xina, però Muriel i Bill van escapar a les Filipines després que els japonesos van atacar Nanquín. Van poder fugir en un tren de tropes a Canton; alimentant-se amb sopa de Campbell bullida en una galleda. L'hotel on es van allotjar estava a 180 m del riu que els japonesos estaven bombardejant, el mateix riu pel qual haurien de viatjar per escapar. El seu vaixell va ser el primer a anar riu avall després que els xinesos l'haguessin minat.
El jove Anders va pertànyer als Escoltes d'Amèrica, on va aconseguir el seu segon rang més alt, Life Scout. Va assistir a l'Acadèmia St. Martin i es va graduar en la Grossmont High School de La Mesa, Califòrnia, el 1951.
Es va graduar en enginyeria elèctrica per l'Acadèmia Naval dels Estats Units el 1955, i va obtenir un mestratge en enginyeria nuclear per l'Institut tecnològic de les Forces Aèries en la Base de la Força Aèria Wright-Patterson, Ohio, el 1962. Anders va completar el Programa de Gestió d'empreses de Harvard el 1979.
Professà la religió catòlica.

## Vida personal
Anders es va casar amb Valerie Hoard el 1955. La parella té quatre fills i dues filles: Alan (nascut el febrer de 1957), Glen (nascut al juliol de 1958), Gregory (nascut el desembre de 1962), Eric (nascut el juliol de 1964), Gayle (nascut el desembre de 1960) i Diana (nascuda l'agost de 1972). Resideixen a l'estat de Washington.
Va morir en un accident d'avioneta el 7 de juny de 2024.

## Servei de la Força Aèria i carrera de la NASA
Després de graduar-se de l'Acadèmia Naval, Anders va assumir les seves funcions en la Força Aèria. Després de rebre les seves ales de pilot el 1956, va servir com a pilot de combat en esquadrons d'interceptors de tot temps a Califòrnia i en Islàndia, on va participar en intercepcions primerenques de bombarders pesats de la Unió Soviètica, que en aquells dies desafiaven les fronteres de la defensa aèria dels Estats Units. Mentre va estar en el Laboratori d'Armes de la Força Aèria a Nou Mèxic, va ser responsable de la gestió tècnica dels programes de blindatge de reactors nuclears sobre els efectes de la radiació.
Tenia registrades més de 8000 hores de vol.

### Experiència de vol espacial
Vam venir fins aquí per explorar la Lluna, i el més important és que descobrim la Terra. 

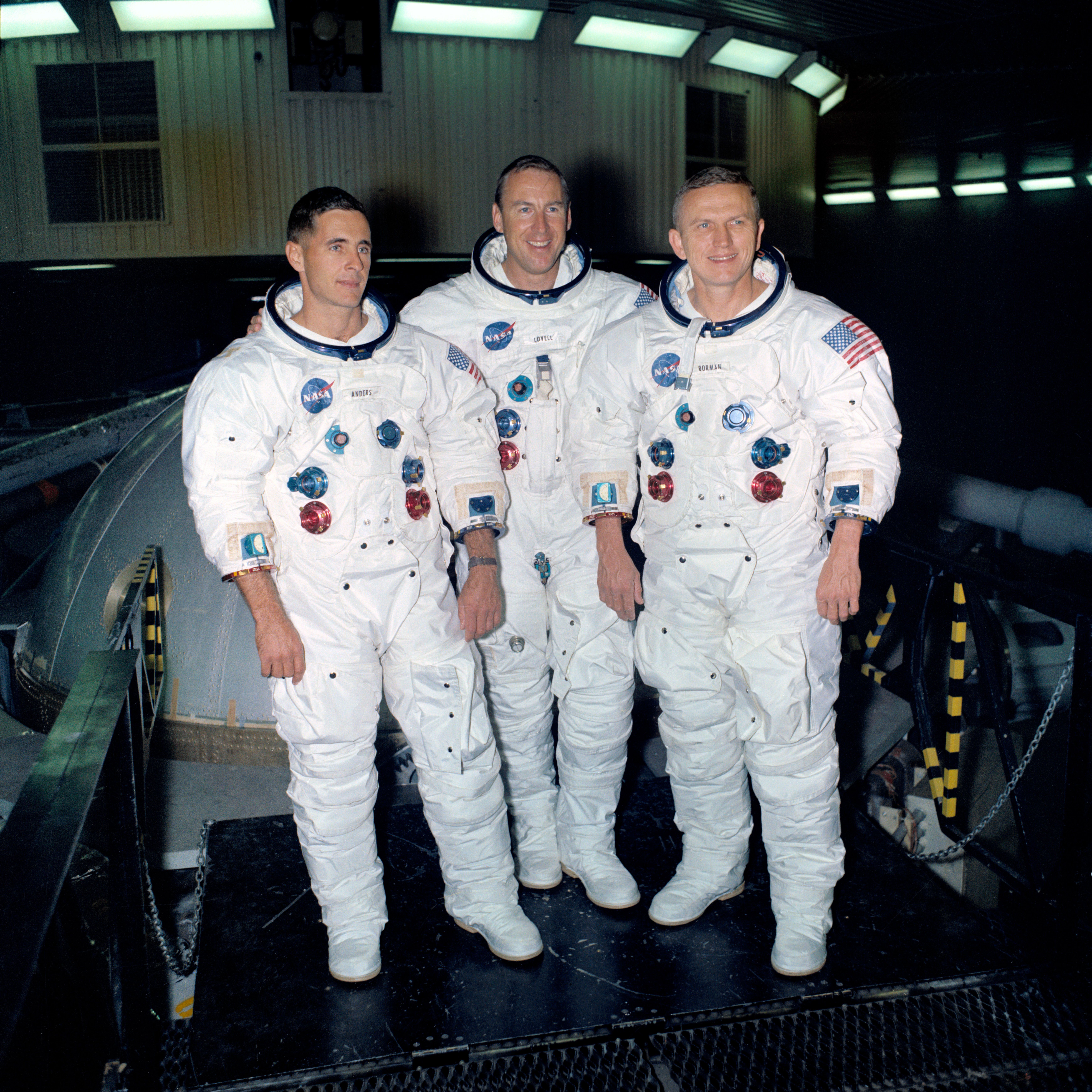
Anders, esquerra, amb els seus companys de la missió de l'Apollo 8 James A. Lovell i Frank Borman

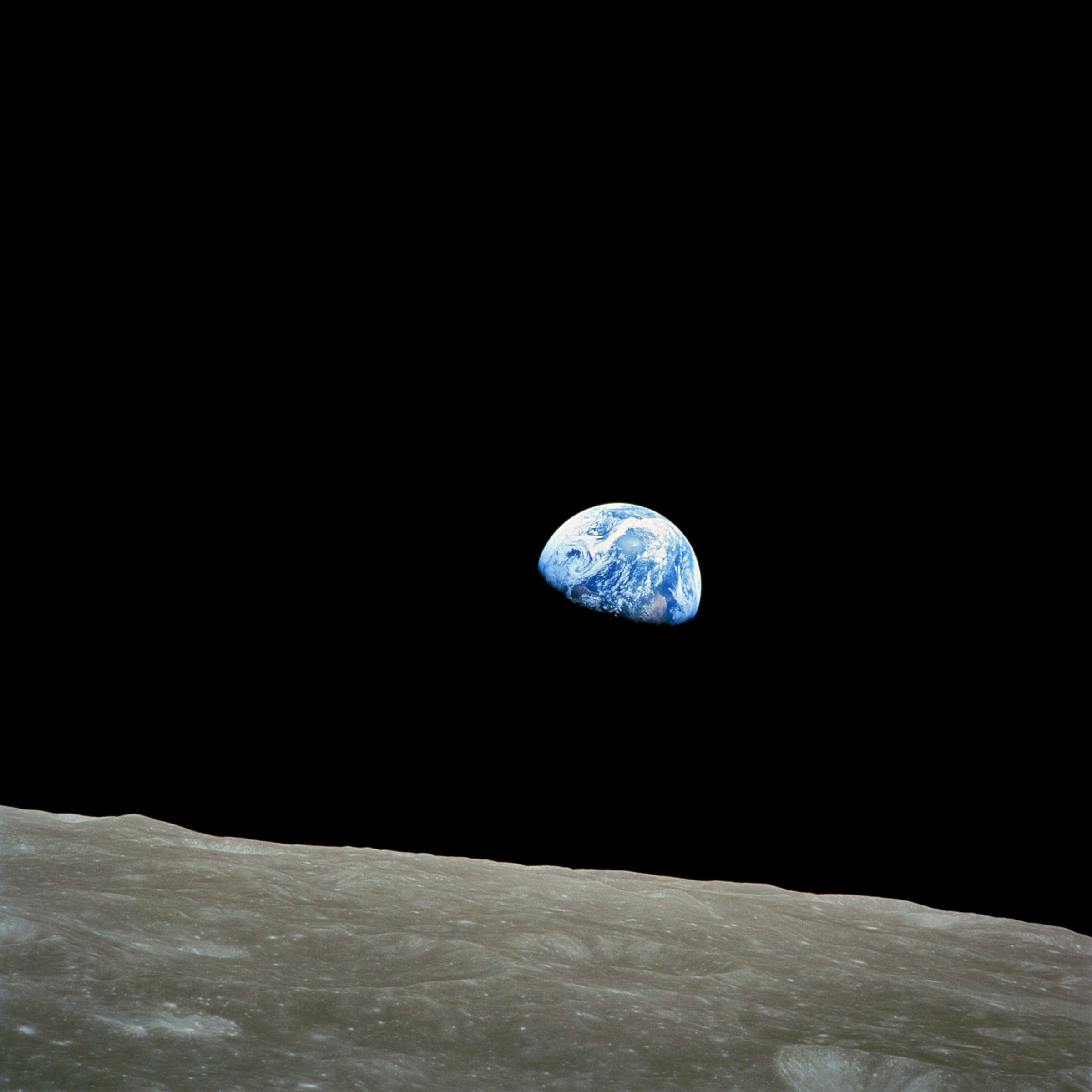
Sortida de la Terra, presa per Anders el 24 de desembre de 1968

El 1963, Anders va ser seleccionat per la NASA en el Tercer Grup d'astronautes. Mentre va estar a la NASA, es va involucrar en dosimetria, efectes de radiació i control ambiental. Va ser el pilot de respatller de la missió Gemini 11. Després, al desembre de 1968, va volar com a pilot en el mòdul lunar per la missió Apollo 8, la primera missió en la qual els humans van viatjar més enllà de l'òrbita baixa terrestre. Aquest vol va ser el primer a arribar a la Lluna i també el primer a orbitar-la. Anders va prendre una famosa fotografia d'una sortida de la Terra. Va servir com a pilot de respatller del mòdul de comandament i servei per a la missió Apollo 11, abans d'acceptar una assignació amb el National Space Council mentre mantenia la seva condició d'astronauta.

## Carrera posterior
De 1969 a 1973, Anders va exercir el càrrec de Secretari Executiu del National Aeronautics and Space Council, que va ser responsable davant el President, el Vicepresident i els membres del Consell de Ministres del desenvolupament d'opcions de polítiques relacionades amb la investigació, el desenvolupament, les operacions i la planificació de sistemes espacials i aeronàutics.
El 6 d'agost de 1973, Anders va ser triat per formar part de la Comissió d'Energia Atòmica dels Estats Units com un dels seus cinc membres, on va ser comissionat principal per la investigació i desenvolupament de les energies nuclear i no nuclears. També va ser nomenat com a President del Consell d'Administració del programa conjunt d'intercanvi de tecnologia Estats Units/Unió Soviètica per a les centrals de fissió nuclear i de fusió nuclear.
Després de la reorganització de les activitats nacionals de regulació i desenvolupament nuclears, el 19 de gener de 1975 Anders va ser nomenat pel president Ford per convertir-se en el primer president de la recentment establerta Comissió Reguladora Nuclear dels Estats Units, responsable de la seguretat nuclear i de la seva compatibilitat ambiental. En finalitzar el seu mandat com a president de la NRC, Anders va ser nomenat Ambaixador a Noruega i va ocupar aquest lloc fins a 1977. Més endavant va acabar la seva carrera al govern federal després de 26 anys, i va començar a treballar en el sector privat.
Va servir breument com a membre del American Enterprise Institute, i a continuació es va incorporar a la companyia General Electric al setembre de 1977. Com a vicepresident i gerent general de la divisió de productes nuclears de GE en San José (Califòrnia), va ser responsable de la fabricació de combustible nuclear, equips interns del reactor i control i instrumentació pels reactors nuclears en instal·lacions situades a San José i Wilmington (Carolina del Nord). També va supervisar l'associació de GE amb Chicago Bridge and Iron per fabricar grans recipients a pressió d'acer en Memphis. L'agost de 1979, Anders va començar a assistir al Programa d'Administració Avançada de l'Harvard Business School. El primer dia de 1980, Anders va ser nomenat Gerent General de la Divisió d'Equips Aeronàutics de GE. Amb seu en Utica (Nova York), la divisió donava treball a més de 8.500 empleats en cinc ubicacions al nord-est dels EUA. Els seus productes incloïen sistemes de control d'armes i avions, instruments de cabina, sistemes de generació elèctrica d'aeronaus, radars aerotransportats i sistemes de processament de dades, contramesures electròniques, sistemes de comando espacial, i sistemes d'armament anti aeronaus i contra objectius en superfície.
El 1984, va deixar GE per unir-se a Textron com a vicepresident executiu de divisió d'indústria aeroespacial, i dos anys més tard es va convertir en vicepresident executiu sènior d'operacions. El 1990, va passar a ser President del Consell d'Administració de General Dynamics i l'1 de gener de 1991 el seu president i director executiu. Es va retirar el 1993, però es va mantenir com a president fins a maig de 1994.
Anders va ser consultor de la Oficina de Política de Ciència i Tecnologia dels Estats Units i membre del Defense Science Board i de la NASA. És General de Divisió retirat en el Comandament de Reserva de la Força Aèria.

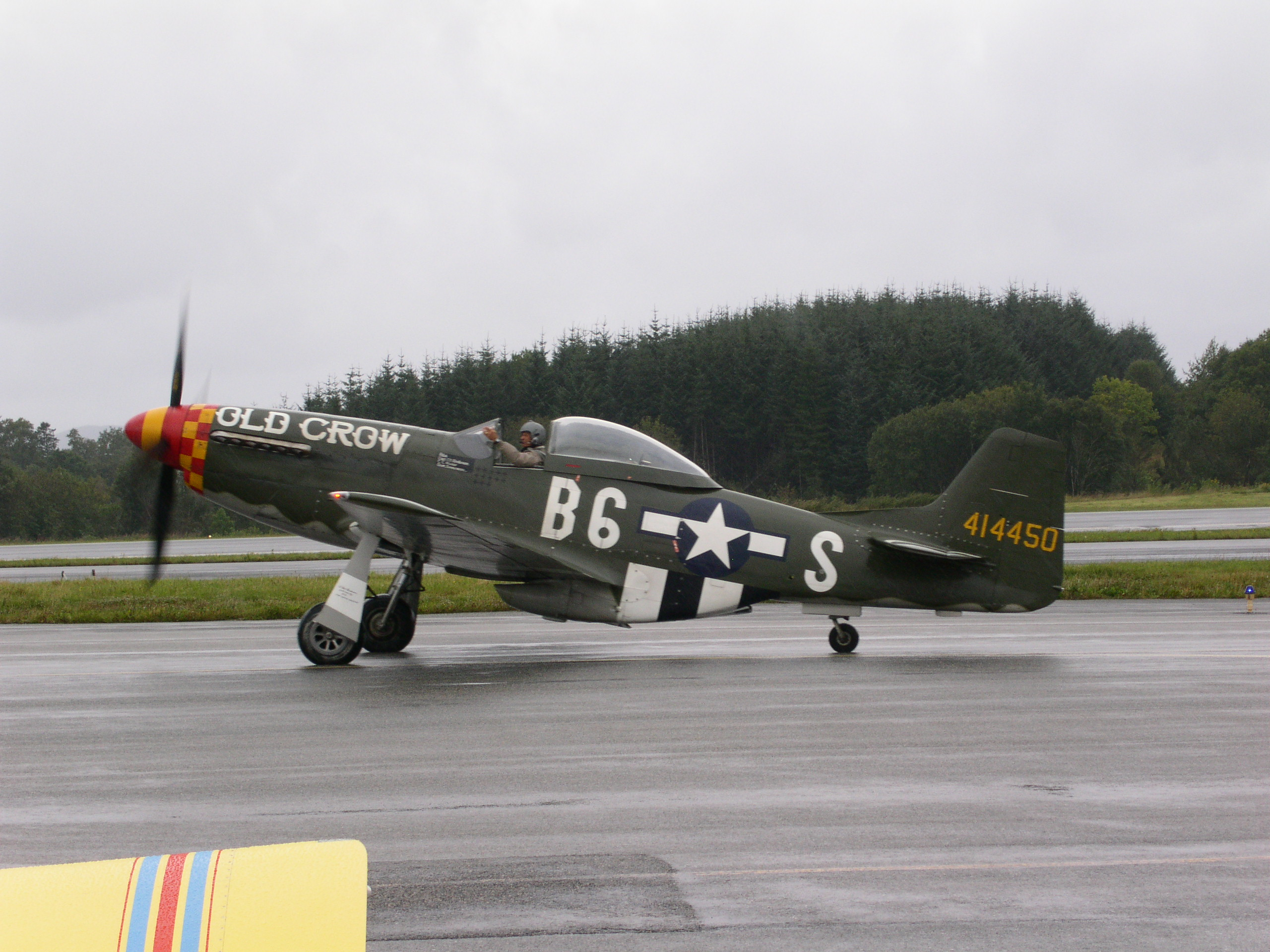
Bill Anders manejant a terra un P-51 Mustang en l'Exposició Aèria de Bergen en 2005

Va crear la Fundació William A. Anders, una organització filantròpica dedicada a solucionar problemes educatius i ambientals. La fundació va ser un dels principals patrocinadors de l'episodi de "American Experience" "Carrera cap a la Lluna". La fundació també va fundar el Heritage Flight Museum el 1996 el Bellingham (Washington); el museu es va traslladar a l'aeroport regional de Skagit a Burlington, WA en 2014; Anders és el seu president i fins al 2008 va ser un participant actiu en les seves exhibicions aèries.
El 2011, Anders va parlar en el primer Festival Internacional Starmus a les Illes Canàries, donant una conferència sobre els inicis del programa espacial estatunidenc. La seva xerrada va ser publicada en el llibre "Starmus, 50 Years of Man in Space".

## Organitzacions
Anders fou membre de la Tau Beta Pi National Engineering Honor Society, de la American Nuclear Society, del American Institute of Aeronautics and Astronautics i de la Societat de Pilots de Proves Experimentals.

## Premis i distincions

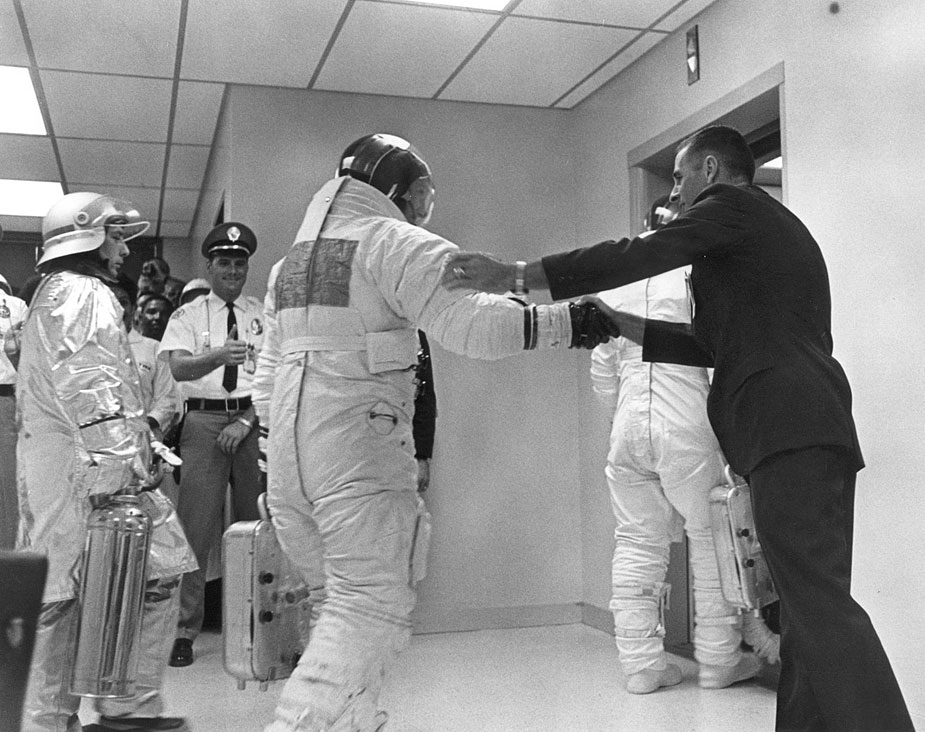
Anders dona la mà a Buzz Aldrin desitjant-li sort en el seu viatge a la Lluna amb l'Apollo 11

- Medalla per Servei Distingit de la Força Aèria[5]
- Medalla Encomana de les Forces Aèries[5]
- Medalla de Serveis Distingits de la NASA[5]
- Medalla de Serveis Distingits de la Comissió de Regulació Nuclear[5]
- Medalla Hubbard de la National Geographic Society[5]
- Trofeu Collier, Trofeu Harmon; Trofeu Memorial Dr. Robert H. Goddard i Trofeu General Thomas D. White de les Forces Aèries[5]
- Premio als Assoliments de Vol de la Societat Astronàutica Nord-americana[5]
- Ingressat en el Museu d'Història Espacial de Nou Mèxic (1983)[9]
- Ingressat en el O.S. Astronaut Vestíbul of Fame (1997)[12]
- Premio de Lideratge de la Indústria de Defensa Nacional (maig de 1993)[5]

## En la cultura popular

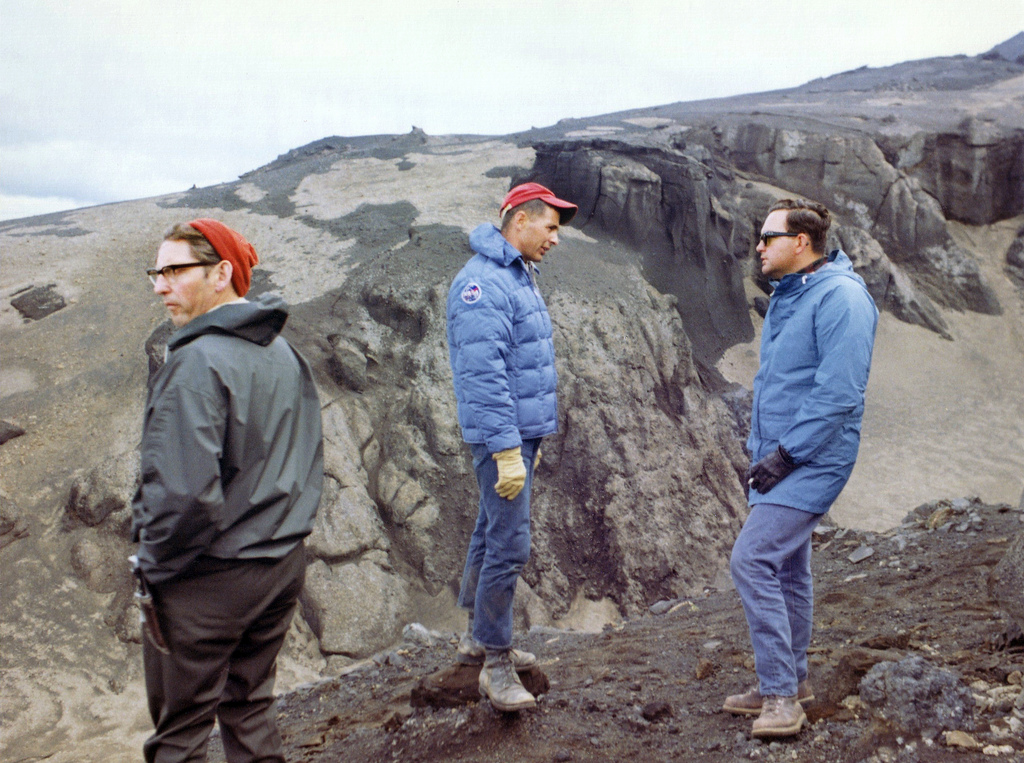
Anders amb el geòleg islandès Sigurður Þórarinsson i el doctor Ted Foss durant un curs de geologia a Islàndia el 1967

- Anders va ser retratat per Robert John Burke en la minisèrie de la HBO de 1998 De la Terra a la Lluna.[13]
- Un enregistrament d'Anders (llegint el Capítol 1 del Gènesi),[14] realitzada durant l'òrbita lunar de l'Apollo 8, el 24 de desembre de 1968, està inclosa en la primera cançó ("In The Beginning") de l'àlbum de Mike Oldfield The Songs of Distant Earth, amb versos repetits novament en la segona pista "Let There Be Light".[15] Aquest enregistrament també es muestrea en la cançó Genesis del grup VNV Nation, en la setena pista del seu àlbum "Futureperfect".[16]
- Anders també va aparèixer en el documental de 2005 Race to the Moon, que es va mostrar com a part de la sèrie PBS American Experience. La pel·lícula, rebatejada el 2013 com a Earthrise: The First Lunar Voyage, es va centrar en els esdeveniments que van portar a la missió Apollo 8 de la NASA.[17]
- Anders és entrevistat en un capítol del llibre No més mons per conquistar de Chris Wright. El capítol està aproximadament dividit en parts iguals entre la seva vida durant la missió Apollo i la seva vida corporativa posterior. La portada del llibre és la famosa imatge del Earthrise presa per Anders.[18]

## Eponímia
- El cràter lunar Anders porta aquest nom en el seu honor.[19]